# Мертві президенти
«Ме́ртві президе́нти» (англ. Dead Presidents) — художній фільм братів Г'юзів 1995 року у жанрі воєнної та кримінальної драми.
Сюжет частково заснований на спогадах Гейвуда Т. Кіркленда, який відбув термін у в'язниці за пограбування. Його історія відображена у книзі Воллеса Террі «Кров: Історія В'єтнамської війни, розказана чорношкірими ветеранами» (Bloods: An Oral History of the Vietnam War by Black Veterans).

## Сюжет
Ентоні Кертіс (Лоренц Тейт) — чорношкірий підліток з Бронкса, у вільний час підробляє букмекером підпільного тоталізатора, який тримає старий бармен Кірбі (Кіт Девід). Закінчивши школу, Ентоні відправляється на війну у В'єтнамі зі своїми друзями — Скипом (Кріс Такер) і Хозе (Фредді Родрігес). Війна змінює Ентоні, перетворюючи його з метко́го підлітка на жорстокого вбивцю.
Повернувшись додому, Кертіс намагається налагодити життя, але кошмари війни не дають йому спокою, а кримінальні квартали рідного міста не обіцяють великого майбутнього. І тоді Кертіс, зібравши друзів, вирішує піти ва-банк і пограбувати інкасаторський бронеавтомобіль, що перевозить «мертвих президентів» (так на злодійському жаргоні називають готівкові долари з портретами президентів США). Розфарбувавши обличчя білою і чорною фарбами, зловмисники влаштовують засідку. Під час пограбування гинуть друзі Кертіса, Делайла Бенсон (Н'Буш Райт) і Хозе, який в армії став піроманом, але Кертісу, Скипу і Кірбі вдається втекти з грошима, убивши кілька охоронців і поліціянта.
Утім, насолодитися грошима вони не встигають: їхній спільник Клеон (Бокім Вудбайн) — колишній товариш по службі Кертіса і Скипа та садист і вбивця, який став священиком, — не витримує докорів сумління і починає роздавати готівку на вулиці, привертаючи увагу поліції. Заарештований Клеон швидко видає своїх спільників, і поліція арештовує Кертіса і Кірбі, тоді як Скип «встигає» померти від передозування наркотиків. Суддя (Мартін Шин) прирікає Ентоні на 25 років в'язниці, а на слова адвоката, що апелює до військових нагород Кертіса, відповідає твердою відмовою. Розлютившись від вироку, який здається йому несправедливим, Кертіс жбурляє в суддю стільцем, але охорона витягає його із залу суду, після чого Ентоні відправляється до в'язниці.

## Тема
Головною темою фільму є ті труднощі, які відчувають ветерани воєн, намагаючись адаптуватися в мирному суспільстві. Багатьом учасникам В'єтнамської війни було відмовлено в медичній допомозі, компенсації і нагороді. Ентоні — не виняток, так само як і його друг Кірбі — одноногий ветеран Корейської війни, вимушений вчиняти злочини, щоб «заробити» на життя.

## У ролях
- Лоренц Тейт — Ентоні Кертіс
- Кіт Девід — Кірбі
- Кріс Такер — Скип
- Фредді Родрігес — Хосе
- Н'Буш Райт — Делайла Бенсон
- Роуз Джексон — Хуаніта Бенсон
- Елвалетта Гесс — пані Бенсон
- Майкл Імперіолі — Д'Амброзіо
- Девід Беррі Грей — Девон
- Джеймс Вулветт — лейтенант Дуган
- Дженіфер Льюїс — пані Кертіс
- Джеймс Пікенс молодший — пан Кертіс
- Кліфтон Пауелл — Катті
- Мартін Шин — суддя
- Терренс Говард — ковбой
- Бокім Вудбайн — Клеон
- Елізабет Родрігес — Марісоль